# Gare de Berlin Warschauer Straße
La gare de Berlin Warschauer Straße (allemand : Rue de Varsovie) est une gare du S-bahn de Berlin sur le Stadtbahn à Berlin-Friedrichshain. La station est située sur le flanc est du pont de Varsovie (Warschauer Brücke) qui surplombe les voies. On y accède à partir du Pont de Varsovie par un pont piétonnier perpendiculaire. 
La gare, l'arrêt de tramway sur le pont et la station de métro avoisinante drainent environ 85 000 passagers par jour.